# Women’s United Soccer Association 2001
Die Women’s United Soccer Association 2001 war die erste Saison der US-amerikanischen Frauenfußballliga Women’s United Soccer Association. Die reguläre Saison begann am 14. April 2001 und endete am 12. August 2001. Die Play-off-Runde wurde in der Zeit vom 18. bis 25. August 2001 ausgespielt. Meister der Liga wurden die Bay Area CyberRays aus San José, die sich im Finale mit 7:5 im Elfmeterschießen gegen Atlanta Beat durchsetzten.

## Franchises und Spielstätten
| Franchise           | Ort                         | Stadion                            | Kapazität |
| ------------------- | --------------------------- | ---------------------------------- | --------- |
| Atlanta Beat        | Atlanta, Georgia            | Bobby Dodd Stadium                 | 41.000    |
| Bay Area CyberRays  | San José, Kalifornien       | Spartan Stadium                    | 30.456    |
| Boston Breakers     | Somerville, Massachusetts   | Nickerson Field                    | 10.412    |
| Carolina Courage    | Chapel Hill, North Carolina | Fetzer Field                       | 5.700     |
| New York Power      | Uniondale, New York         | Mitchel Athletic Complex           | 10.102    |
| Philadelphia Charge | Villanova, Pennsylvania     | Villanova Stadium                  | 12.500    |
| San Diego Spirit    | San Diego, Kalifornien      | Torero Stadium                     | 6.000     |
| Washington Freedom  | Washington, D.C.            | Robert F. Kennedy Memorial Stadium | 56.692    |

| Beat |

| Breakers |

| Courage |

| Power |

| Charge |

| Spirit |

| CyberRays |

| Freedom |

| Beat |

| Breakers |

| Courage |

| Power |

| Charge |

| Spirit |

| CyberRays |

| Freedom |

## Modus
In der regulären Saison, die vom 14. April bis zum 12. August dauerte, absolvierte jedes Team insgesamt 21 Spiele, je drei Spiele (zwei Heim- und ein Auswärtsspiel bzw. ein Heim- und zwei Auswärtsspiele) gegen jedes andere Team. Somit hatten vier Teams insgesamt 11 Heimspiele, die vier anderen Teams nur 10 Heimspiele.
Die vier am Ende der Saison bestplatzierten Teams qualifizierten sich für die Play-offs. Die Halbfinalspiele, in denen der Erst- auf den Viertplatzierten und der Zweit- auf den Drittplatzierten trafen, fanden am 18. August statt. Die beiden Sieger trafen im Finale aufeinander, welches am 25. August ausgetragen wurde.

## Statistiken

### Tabelle
| Pl. | Verein              | Sp. | S  | U | N  | Tore    | Diff. | Punkte |
| --- | ------------------- | --- | -- | - | -- | ------- | ----- | ------ |
| 1.  | Atlanta Beat        | 21  | 10 | 7 | 4  | 031:210 | +10   | 37     |
| 2.  | Bay Area CyberRays  | 21  | 11 | 4 | 6  | 027:230 | +4    | 37     |
| 3.  | New York Power      | 21  | 9  | 5 | 7  | 030:250 | +5    | 32     |
| 4.  | Philadelphia Charge | 21  | 9  | 4 | 8  | 035:280 | +7    | 31     |
| 5.  | San Diego Spirit    | 21  | 7  | 7 | 7  | 029:280 | +1    | 28     |
| 6.  | Boston Breakers     | 21  | 8  | 3 | 10 | 029:350 | −6    | 27     |
| 7.  | Washington Freedom  | 21  | 6  | 3 | 12 | 026:350 | −9    | 21     |
| 8.  | Carolina Courage    | 21  | 6  | 3 | 12 | 028:400 | −12   | 21     |

### Torschützinnenliste
| Platz | Spielerin           | Verein              | Anzahl |
| ----- | ------------------- | ------------------- | ------ |
| 1     | Tiffeny Milbrett    | New York Power      | 16     |
| 2     | Charmaine Hooper    | Atlanta Beat        | 12     |
|       | Shannon MacMillan   | San Diego Spirit    | 12     |
| 4     | Dagny Mellgren      | Boston Breakers     | 11     |
| 5     | Liu Ailing          | Philadelphia Charge | 10     |
| 6     | Danielle Fotopoulos | Carolina Courage    | 9      |
|       | Julie Murray        | Bay Area CyberRays  | 9      |
| 8     | Maren Meinert       | Boston Breakers     | 8      |
| 9     | Kátia               | Bay Area CyberRays  | 7      |
| 10    | Mia Hamm            | Washington Freedom  | 6      |
|       | Hege Riise          | Carolina Courage    | 6      |

### Zuschauertabelle
|    | Verein              | Zuschauer | Heimspiele | pro Spiel | Auslastung |
| -- | ------------------- | --------- | ---------- | --------- | ---------- |
| 1. | Washington Freedom  | 144.207   | 10         | 14.421    | 025,4 %    |
| 2. | Atlanta Beat        | 122.013   | 11         | 11.092    | 027,1 %    |
| 3. | Boston Breakers     | 88.127    | 11         | 8.012     | 076,9 %    |
| 4. | Bay Area CyberRays  | 76.922    | 10         | 7.692     | 025,3 %    |
| 5. | Philadelphia Charge | 71.541    | 10         | 7.154     | 057,2 %    |
| 6. | New York Power      | 57.237    | 10         | 5.724     | 056,7 %    |
| 7. | San Diego Spirit    | 62.850    | 11         | 5.714     | 095,2 %    |
| 8. | Carolina Courage    | 57.808    | 11         | 5.255     | 092,2 %    |

## Play-offs
Die vier bestplatzierten Mannschaften der regulären Saison qualifizierten sich für die Play-offs.

### Halbfinale
Die Halbfinalspiele fanden am 18. August 2001 statt.
|                    | Ergebnis  |                     |
| ------------------ | --------- | ------------------- |
| Bay Area CyberRays | 3:2       | New York Power      |
| Atlanta Beat       | 3:2 n. V. | Philadelphia Charge |

### Founders Cup
Das Finale wurde am 25. August 2001 im Foxboro Stadium in Boston, Massachusetts ausgetragen.
| Bay Area Cyber Rays                         | Bay Area Cyber Rays | Atlanta Beat | Atlanta Beat |
| ------------------------------------------- | --- | --- | ------------ |
| Bay Area Cyber Rays                         | \| Finale \| \| 25. August 2001 in Boston (Foxboro Stadium) \| \| Ergebnis: 3:3 n. V. (3:3, 2:2), 4:2 i. E. \| \| Zuschauer: 21.078 \| \| Schiedsrichterin: Sandra Hunt \|                                                                      | \| Finale \| \| 25. August 2001 in Boston (Foxboro Stadium) \| \| Ergebnis: 3:3 n. V. (3:3, 2:2), 4:2 i. E. \| \| Zuschauer: 21.078 \| \| Schiedsrichterin: Sandra Hunt \|                                                                               | Atlanta Beat |
| Bay Area Cyber Rays                         | LaKeysia Beene – Thori Staples Bryan, Brandi Chastain , Carey Dorn, Kelly Lindsey – Sissi (91. Ann Cook), Gina Oceguera, Tisha Venturini, Christina Bell (66. Megan Horvath, 104. Jacqui Little) – Kátia, Julie Murray Cheftrainer: Ian Sawyers | Briana Scurry – Julie Augustyniak (39. Amy Walsh), Nancy Augustyniak, Kylie Bivens (63. Sun Wen), Sharolta Nonen, Dayna Smith – Lisa Krzykowski, Homare Sawa (104. Bryn Blalack), Nikki Serlenga – Charmaine Hooper, Cindy Parlow Cheftrainer: Tom Stone | Atlanta Beat |
| Bay Area Cyber Rays                         | 1:0 Chastain (6.) 2:2 Murray (43.) 3:3 Venturini (86.) | 1:1 Bivens (11.) 1:2 Hooper (14.) 2:3 Sun Wen (83.) | Atlanta Beat |
| Bay Area Cyber Rays                         | Elfmeterschießen | | Atlanta Beat |
| Bay Area Cyber Rays                         | 1:0 Venturini 2:1 Dorn 3:1 Kátia 4:2 Murray | Sun Wen verschießt 1:1 Serlenga Hooper verschießt 3:2 Blalack | Atlanta Beat |
| Bay Area Cyber Rays                         | Oceguera (90.) | Smith (41.) | Atlanta Beat |
| Finale                                      | | |              |
| 25. August 2001 in Boston (Foxboro Stadium) | | |              |
| Ergebnis: 3:3 n. V. (3:3, 2:2), 4:2 i. E.   | | |              |
| Zuschauer: 21.078                           | | |              |
| Schiedsrichterin: Sandra Hunt               | | |              |